# The Harder They Come (colonna sonora)
| Recensione       | Giudizio |
| ---------------- | -------- |
| AllMusic         | [ 1 ]    |
| Robert Christgau | A        |
| Rolling Stone    | [ 3 ]    |

The Harder They Come è un album del cantante giamaicano Jimmy Cliff, colonna sonora del giallo Più duro è, più forte cade (The Harder They Come)., pubblicato nel 1972 in Inghilterra dalla Island Records con il codice ILPS 9202 e nel febbraio 1973 nel Nord America dalla Mango Records con il codice SMAS-7400,. Raggiunse la posizione numero 140 della Billboard 200.
Nel 2004 il disco venne inserito al numero 119 della lista dei 500 migliori album della storia stilata dalla rivista statunitense Rolling Stone. Inoltre appare anche nelle classifiche fatte dal Time, da Blender e da Pitchfork, che lo pone al novantasettesimo posto della lista dei migliori album degli anni settanta.

## Struttura
I pezzi che compongono la colonna sonora sono tutte esecuzioni che il protagonista del film, interpretato dallo stesso Cliff, fa nel corso del lungometraggio. Solo la title track The Harder They Come fu l'unica canzone che Jimmy registrò esclusivamente per l'album, insieme a tre canzoni più vecchie che vennero aggiunte successivamente. Il resto del disco è infatti una raccolta di singoli pubblicati in Giamaica nel periodo 1967-1972, scelti dal regista e co-ideatore di Più duro è, più forte cade, Perry Henzell. Insieme a Jimmy Cliff, gli artisti che figurano ne film sono The Melodians, The Slickers, DJ Scotty, Desmond Dekker e Toots and the Maytals.
L'album, contrariamente al film, che rimase un fenomeno isolato nella sola Giamaica, fu un vero successo in America e successivamente nel resto del mondo, diventando uno dei simboli della musica e della cultura reggae.
Il 5 agosto del 2003, l'Universal Music Group pubblicò un Deluxe Edition di The Harder They Come, con la versione rimasterizzata di quest'ultimo, accompagnata da un bonus disc che come suggerisce il titolo, Reggae Hit the Town: Crucial Reggae 1968-1972, continua concettualmente l'idea dell'assemblaggio della ost, racchiudendo altri singoli reggae.

## Tracce
Lato A
1. You Can Get It If You Really Want – 2:40 (Jimmy Cliff) – Esecutore: Jimmy Cliff
2. Draw Your Brakes – 2:57 (Derrick Harriott, Texas Dixon, Keith Rowe) – Esecutore: Scotty (David Scott)
3. Rivers of Babylon – 4:16 (Brent Dowe, James McNaughton) – Esecutore: The Melodians
4. Many Rivers to Cross – 3:02 (Jimmy Cliff) – Esecutore: Jimmy Cliff
5. Sweet and Dandy – 3:01 (Frederick Hibbert) – Esecutore: The Maytals
6. The Harder They Come – 3:41 (Jimmy Cliff) – Esecutore: Jimmy Cliff

Lato B
1. Johnny Too Bad – 3:04 (Trevor Wilson, Winston Bailey, Hylton Beckford, Derrick Crooks) – Esecutore: The Slickers
2. Shanty Town – 5:44 (Desmond Dekker) – Esecutore: Desmond Dekker
3. Pressure Drop – 3:44 (Frederick Hibbert) – Esecutore: The Maytals
4. Sitting in Limbo – 4:57 (Jimmy Cliff, Guillermo Bright-Plummer) – Esecutore: Jimmy Cliff
5. You Can Get It If You Really Want – 4:36 (Jimmy Cliff) – Esecutore: Jimmy Cliff
6. The Harder They Come – 3:07 (Jimmy Cliff) – Esecutore: Jimmy Cliff

Edizione doppio CD del 2003, pubblicato dalla Island Records (The Harder They Come - Original Soundtrack Recording - Deluxe Edition)
CD 1 (Original Soundtrack Album - 1972)
1. You Can Get It If You Really Want – 2:40 (Jimmy Cliff) – Esecutore: Jimmy Cliff
2. Draw Your Brakes – 2:57 (Derrick Harriott, Keith Rowe, Texas Dixon) – Esecutore: Scotty
3. Rivers of Babylon – 4:16 (Brent Dowe, Frank Farian, George Reyam, James McNaughton) – Esecutore: The Melodians
4. Many Rivers to Cross – 3:02 (Jimmy Cliff) – Esecutore: Jimmy Cliff
5. Sweet and Dan – 3:01 (Frederick Toots Hibbert) – Esecutore: The Maytals
6. The Harder They Come – 3:41 (Jimmy Cliff) – Esecutore: Jimmy Cliff
7. Johnny Too Bad – 3:04 (Derrick Crooks, Hylton Beckford, Trevor Wilson, Winston Bailey) – Esecutore: The Slickers
8. 007 (Shanty Town) – 5:44 (Desmond Dekker) – Esecutore: Desmond Dekker
9. Pressure Drop – 3:44 (Frederick Toots Hibbert) – Esecutore: The Maytals
10. Sitting in Limbo – 4:57 (Jimmy Cliff, Guillermo Bright-Plummer) – Esecutore: Jimmy Cliff
11. You Can Get It If You Really Want – 4:36 (Jimmy Cliff) – Esecutore: Jimmy Cliff
12. The Harder They Come – 3:07 (Jimmy Cliff) – Esecutore: Jimmy Cliff

CD 2 (Reggae Hit the Town - Crucial Reggae 1968-1972)
1. Israelites – 2:37 (Desmond Dekker, Leslie Kong) – Esecutore: Desmond Dekker and the Aces
2. My Conversation – 2:41 (Edward Lee, Keith Smith) – Esecutore: The Uniques
3. Do the Reggay – 3:18 (Frederick Toots Hibbert) – Esecutore: The Maytals
4. Viet Nam – 4:53 (Jimmy Cliff) – Esecutore: Jimmy Cliff
5. I Can See Clearly Now – 2:42 (Johnny Nash) – Esecutore: Johnny Nash
6. Reggae Hit the Town – 2:24 (Leonard Dillon) – Esecutore: The Ethiopians
7. Double Barrel – 2:50 (Winston Riley) – Esecutore: Dave and Ansel Collins
8. It Mek – 2:32 (Desmond Dekker) – Esecutore: Desmond Dekker and the Aces
9. Sweet Sensation – 3:42 (Renford Cogle) – Esecutore: The Melodians
10. Let Your Yeah Be Yeah – 3:05 (Jimmy Cliff) – Esecutore: Jimmy Cliff
11. Cherry Oh Baby – 3:02 (Eric Donaldson) – Esecutore: Eric Donaldson
12. Monkey Spanner – 2:45 (Ansel Collins) – Esecutore: Dave and Ansel Collins
13. 54-56 (That's My Number) – 2:58 (Frederick Toots Hibbert) – Esecutore: The Maytals
14. It's My Delight – 3:14 (Brent Dowe, James McNaughton) – Esecutore: The Melodians
15. Wonderful World, Beautiful People – 3:15 (Jimmy Cliff) – Esecutore: Jimmy Cliff
16. Pomp & Pride – 4:28 (Frederick Toots Hibbert) – Esecutore: The Maytals
17. Guava Jelly – 2:45 (Bob Marley) – Esecutore: Johnny Nash
18. The Bigger They Come the Harder They Fall – 3:12 (Jimmy Cliff) – Esecutore: Jimmy Cliff

## Formazione
- Jimmy Cliff: canto
- Dave and Ansel Collins: canto versione rimasterizzata
- Desmond Dekker: canto
- Eric Donaldson: canto versione rimasterizzata
- The Ethiopians: vocals versione rimasterizzata
- The Maytals: canto
- The Melodians: canto vocals
- Johnny Nash: canto versione rimasterizzata
- Scotty: canto
- The Slickers: canto
- The Uniques: canto versione rimasterizzata
- Jackie Jackson: basso elettrico
- Winston Grennan: batteria

- Beverley's All-Stars: tutti gli altri strumenti
- Gully Bright: produttore discografico
- Jimmy Cliff: produttore
- Tommy Cowan: produttore
- Larry Fallon: produttore
- Derrick Harriott: produttore
- Leslie Kong: produttore
- Bunny Lee: produttore versione rimasterizzata
- Byron Lee: produttore
- Warwick Lyn: produttore versione rimasterizzata
- Johnny Nash: produttore versione rimasterizzata
- Winston Riley: produttore versione rimasterizzata

### Personale della versione rimasterizzata
- Dana Smart: supervisore
- Pat Lawrence: produttore esecutivo
- Vartan: copertina
- John Bryant: illustrazioni
- Gavin Larsen: rimasterizzazione digitale

## Classifiche
| Classifica (2021) | Posizione massima |
| ----------------- | ----------------- |
| Grecia            | 70                |